# Gotfredson
Gotfredson war ein kanadischer Hersteller von Automobilen und Karosserien. Im Laufe der Jahre gab es verschiedene Firmierungen.

## Unternehmensgeschichte
Benjamin Gotfredson und Frank Joyce betrieben seit 1911 in Walkerville (inzwischen eingemeindet in Windsor) die American Auto Trimming Company, ein Unternehmen, das zuletzt Karosserien und Innenausstattungen für die Ford Motor Company of Canada herstellte.
Nach Ende des Ersten Weltkriegs benötigte die Trimming Company neue Lastkraftwagen für den Eigenbedarf. Deren Import aus den USA war wegen der hohen Einfuhrzölle sehr teuer. Deshalb gründeten die Inhaber 1920 die Gotfredson & Joyce Corporation in Walkerville, um eigene Lkw herzustellen und sie selber zu benutzen. Im selben Jahr begann die Produktion der Nutzfahrzeuge. Sie wurden zunächst G & J genannt. Robert Gotfredson, Sohn von Benjamin Gotfredson, leitete das Unternehmen. Schnell trat Nachfrage nach diesen Lkw auf, sodass sie auch an Kunden verkauft wurden. Nelson Brownyer, der vorher bei der Paige-Detroit Motor Car Company tätig war, trat 1921 in das Unternehmen ein.
1922 kam es zur Umfirmierung in Gotfredson Truck Corporation und zur Änderung des Markennamens in Gotfredson. Im selben Jahr wurde Brownyer Chefingenieur.
Ab 9. April 1923 unterhielt das Unternehmen ein Produktionswerk in Detroit in den USA, das ebenfalls als Gotfredson Truck Corporation firmierte. Es war nicht so erfolgreich wie das Werk in Walkerville. 1929 kam es dort zu Problemen und zu einer Reorganisation als Robert Gotfredson Truck Company. Die Produktion wurde in geringerem Umfang fortgesetzt. Sie endete frühestens 1946 oder frühestens 1948.
Im März 1925 fusionierten die American Auto Trimming Company und die kanadische Gotfredson Truck Corporation. Das neue Unternehmen hieß Gotfredson Corporation. Zur besten Zeit während der 1920er Jahre entstanden jährlich 2000 Fahrzeuge.
1929 kam es zu einem Insolvenzantrag, teilweise bedingt durch die Schwierigkeiten im Werk Detroit, und einer Reorganisation. Die neue Firmierung lautete Truck & Parts. Frank Mitchell war Präsident, Arthur Cobham Vizepräsident, James Barth Sekretär und Schatzmeister sowie Lawrence Latimer und Fredrick Anderson weitere Direktoren.
Ab 1932 hieß das Unternehmen Gotfredson Trucks.
1933 oder 1934 endete die Kraftfahrzeugproduktion. Stattdessen gab es Aufträge von Ford Kanada für Lkw- und Pkw-Aufbauten.
1938 wurde die neue Firmierung Gotfredson gewählt. 1943 war F. H. Anderson Präsident, T. H. Anderson Vizepräsident, J. H. Barth Sektretär und Schatzmeister und G. A. Hope stellvertretender Sekretär.
1954 waren etwa 700 Mitarbeiter beschäftigt.
In den 1960er Jahren wurde das Unternehmen aufgelöst. Diesbezüglich wird eine Verbindung zur Eröffnung von Fords eigenem Montagewerk in Oakville 1965 genannt.

## Kraftfahrzeuge
Zunächst entstanden ausschließlich Lkw. Omnibusse kamen später dazu. 1924 hatten sie einen Anteil von einem Drittel an der Gesamtproduktion.
In Zusammenarbeit mit Bickle Fire Engines wurden bis 1929 Feuerwehrfahrzeuge gefertigt.
1924 entstanden ein paar Taxis.